# Impacto de la pandemia de COVID-19 en animales

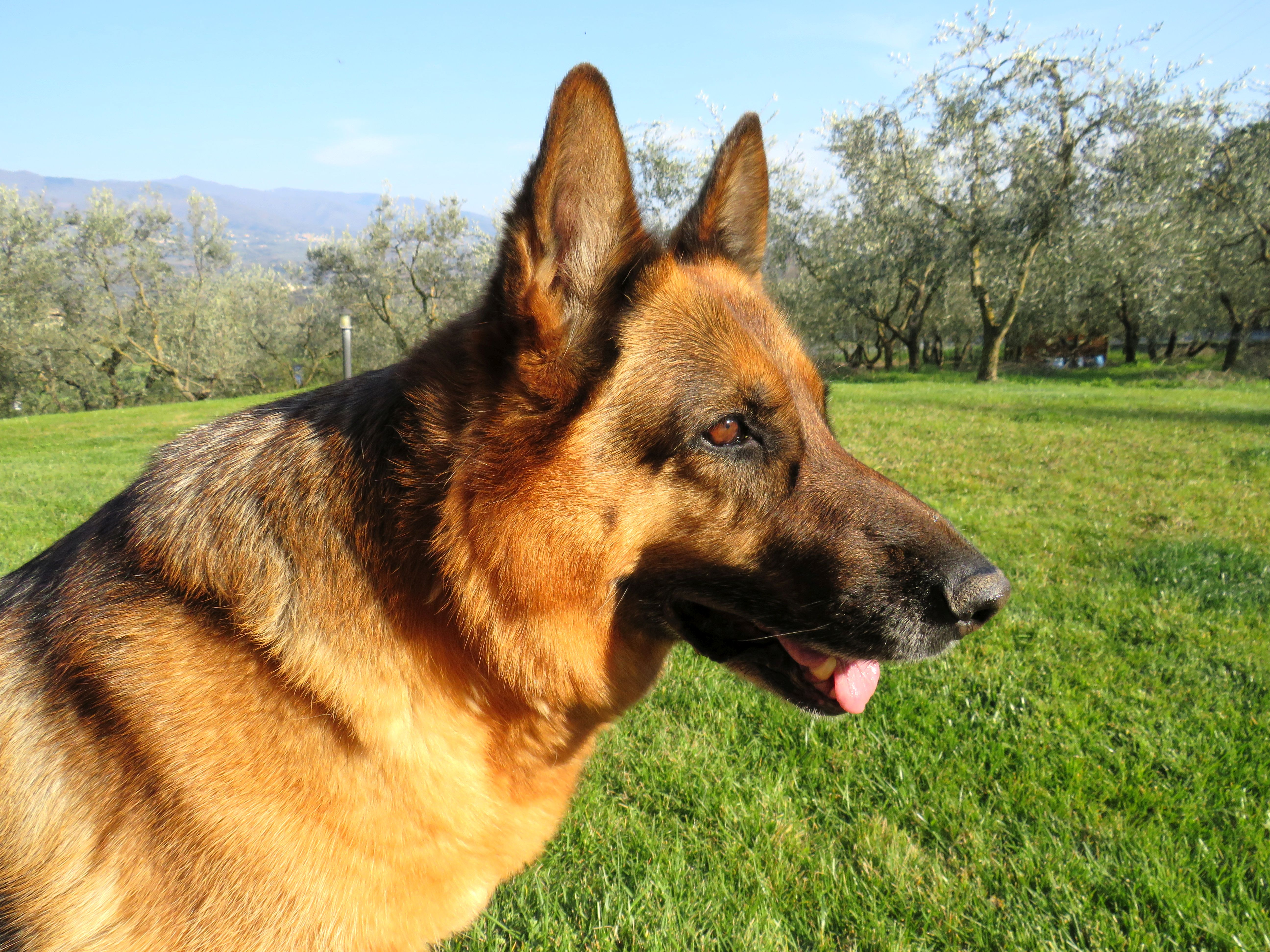
Los perros pueden infectarse con COVID-19. También son capaces de dar ánimo a los cuidadores solitarios durante los encierros.

La pandemia de COVID-19 ha afectado a los animales directa e indirectamente. El SARS-CoV-2, virus que causa la enfermedad de COVID-19, es zoonótico y es probable que se haya originado en animales como murciélagos y pangolines. El impacto humano en la vida silvestre y los hábitats de los animales puede estar causando que tales eventos pandémicos sean mucho más probables. El incidente más grande hasta la fecha fue el sacrificio de 14 a 17 millones de visones en Dinamarca después de que se descubrió que estaban infectados con una cepa mutante del virus.
Si bien la investigación no es concluyente, los dueños de mascotas informaron que sus animales contribuyeron a mejorar la salud mental y reducir la soledad durante los encierros de COVID-19. Sin embargo, esto podría tener efectos adversos en los animales de compañía.

## Antecedentes
Se cree que el SARS-CoV-2 tiene orígenes zoonóticos y tiene una similitud genética cercana con los coronavirus de murciélago, lo que sugiere que la pandemia tuvo sus inicios a través de un virus transmitido por murciélagos. De la misma forma se cuestionaron las condiciones de bioseguridad e higiene del Mercado mayorista de mariscos de Huanan, en Wuhan (China), lugar asociado al primer brote de COVID-19. Entre otros animales silvestres disponibles para su consumo o uso doméstico, en los mercados de Wuhan se vendían estorninos muy preciados por saber imitar la voz humana por unos 300 euros, víboras venenosas a unos 70 el kilo y perros mapache a 25 el kilo. Estos últimos están entre los mamíferos que pueden infectarse de SARS-CoV-2 y transmitirlo.

## Casos detectados
Se ha infectado una pequeña cantidad de animales de compañía. Ha habido varios casos de animales de zoológico que dieron positivo por el virus y algunos se enfermaron. Los gatos, perros, hurones, murciélagos frugívoros, gorilas, hámsteres, visones, nutrias marinas, pumas, leopardos de las nieves, tigres, hienas, musarañas arborícolas y venados de cola blanca pueden infectarse y dar positivo al menos una vez para el virus. Según los Centros para el Control y Prevención de Enfermedades de Estados Unidos, el riesgo de transmisión de animales a humanos y viceversa es considerablemente bajo, pero aún no se han realizado más estudios para corroborar este hecho. Los ratones inicialmente no eran susceptibles, pero los investigadores demostraron que un tipo de mutación (llamada sustitución aromática en la posición 501 o en la posición 498, pero no ambas) en la proteína de pico del virus SARS-CoV-2 puede adaptar el nuevo Coronavirus al ratón. Se han confirmado muertes de animales debido a la enfermedad.

### Leones asiáticos
El Parque zoológico de Nehru informó que ocho leones asiáticos contrajeron el virus. Las muestras fueron tomadas el 24 de marzo de 2021, luego de que los leones mostraran signos de dificultad respiratoria.

### Ciervos
En agosto de 2021, el Laboratorio Nacional de Servicios Veterinarios de Estados Unidos confirmó el SARS-CoV-2 en el venado cola blanca salvaje en el estado de Ohio.
En noviembre de 2021, fuentes de noticias informaron sobre un documento previo a la impresión de la Universidad Estatal de Pensilvania, pendiente de revisión por otros investigadores. En el informe, se probó que en ciervos atropellados y muertos por cazadores en Iowa entre abril de 2020 y enero de 2021, al menos hasta el 80% estaban infectados.

### Gorilas
En enero de 2021, una tropa de ocho gorilas en el San Diego Zoo Safari Park dieron positivo por COVID-19 después de ser infectados por un cuidador del zoológico que estaba asintomático. Los gorilas fueron los primeros casos confirmados y conocidos de COVID-19 en simios.

### Visones
Cluster 5 es una variante del SARS-CoV-2, se encontró en poblaciones de visones y algunos empleados en el norte de Jutlandia, Dinamarca, a principios de noviembre de 2020. El gobierno danés sacrificó aproximadamente 14 millones de visones como medida preventiva. Por otra parte, se descubrió que un visón salvaje en Utah estaba infectado con COVID-19, confirmado por el Departamento de Agricultura de Estados Unidos.

### Leopardos
Un leopardo de las nieves macho de 9 años, no vacunado, dio positivo por el coronavirus a fines de julio de 2021. El personal del Zoológico de San Diego notó que el leopardo tenía tos y secreción nasal. Los cuidadores confirmaron el diagnóstico con dos pruebas de heces separadas.

## Impacto positivo de la cuarentena
La presencia humana reducida a causa de la cuarentena por la pandemia de COVID-19 generó el potencial de dar alivio y reducir la alteración a diferentes hábitats de animales. Se ha observado que los animales salvajes relajan su evitación de los hábitats humanos mientras las medidas de COVID-19 están en vigencia.
Se ha informado una disminución de la incidencia de atropellamientos de animales durante los encierros en casa por parte de humanos, incluida una disminución significativa en las muertes por atropello de leones de montaña en California.